# Julia Burkhardt
Julia Burkhardt (* 1984 als Julia Dücker) ist eine deutsche Historikerin. Sie lehrt seit 2020 als Professorin für Geschichte des Mittelalters unter besonderer Berücksichtigung des Spätmittelalters an der Ludwig-Maximilians-Universität München.

## Leben
Julia Burkhardt studierte als Stipendiatin der Studienstiftung des deutschen Volkes von 2003 bis 2008 Mittlere und Neuere Geschichte, Politikwissenschaft und Osteuropäische Geschichte an den Universitäten Heidelberg und Warschau. Im Jahr 2008 war sie Wissenschaftliche Mitarbeiterin im Sonderforschungsbereich 619 „Ritualdynamik. Soziokulturelle Prozesse in historischer und kulturvergleichender Perspektive“. Von 2008 bis 2010 war sie Koordinatorin des DFG-Schwerpunktprogramms 1173 „Integration und Desintegration der Kulturen im europäischen Mittelalter“. Im Jahr 2009 war sie Stipendiatin am Deutschen Historischen Institut Warschau. Sie wurde im Wintersemester 2010/11 in Heidelberg mit einer Arbeit über die Reichsversammlungen im Spätmittelalter in Polen, Ungarn und Deutschland bei Bernd Schneidmüller und Stefan Weinfurter promoviert.
Von 2011 bis 2020 war sie wissenschaftliche Mitarbeiterin im Forschungsprojekt „Klöster im Hochmittelalter. Innovationslabore europäischer Lebensentwürfe und Ordnungsmodelle“ der Heidelberger Akademie der Wissenschaften. Ihre Habilitation entstand in diesem Kontext und erfolgte 2018 an der Universität Heidelberg. Von 2019 bis 2020 war sie stellvertretende Forschungsstellenleiterin der Forschungsstelle „Klöster im Hochmittelalter“. Sie nahm für Matthias Becher im Wintersemester 2019/20 eine Vertretung der Professur für Mittelalterliche und Neuere Geschichte an der Universität Bonn wahr. Im Jahr 2019 wurde sie mit dem Manfred-Fuchs-Preis der Heidelberger Akademie der Wissenschaften ausgezeichnet. Seit Dezember 2020 lehrt sie als Nachfolgerin von Claudia Märtl als Professorin für Geschichte des Mittelalters unter besonderer Berücksichtigung des Spätmittelalters an der Ludwig-Maximilians-Universität München.
Sie ist Mitglied im Mediävistenverband, seit 2020 Mitglied im Editorial Board der Hungarian Historical Review und seit 2021 Corresponding Fellow des Centre for Medieval Studies in Prag. Seit 2021 ist sie Mitherausgeberin der Zeitschrift für Historische Forschung. Seit 2022 ist sie ordentliches Mitglied der Zentraldirektion der Monumenta Germaniae Historica. Im Oktober 2022 wurde sie Mitglied im Konstanzer Arbeitskreis für mittelalterliche Geschichte. 2025 wurde Burkhardt zum Mitglied der Akademie der Wissenschaften und der Literatur gewählt.

## Forschungsschwerpunkte
Ihre Forschungsschwerpunkte sind die Geschichte Mitteleuropas, die Kultur- und Geschlechtergeschichte des Politischen, politische Versammlungen, politische Willensbildung und religiöse Gemeinschaften im Hoch- und Spätmittelalter.
Burkhardt legte mit ihrer Dissertation eine vergleichende verfassungshistorische Studie zu den Reichsversammlungen Polens, Ungarns und des römisch-deutschen Reichs und der politischen Willensbildung in der zweiten Hälfte des 15. Jahrhunderts vor. Sie konzentriert sich auf die langen Herrschaftszeiten von Kazimierz IV. für Polen-Litauen, Mátyás Hunyadi (1454–1490) für Ungarn und Friedrich III. (1440–1493) für das Reich. Methodisch betont sie, „dass neben den ,Rahmenbedingungen‘ der politischen Willensbildung (zum Beispiel Organisationsformen oder Verfahren) auch Verhalten und Strategien der beteiligten Akteure, Ansprüche, Behauptungen und Vorstellungen von Ordnung und damit auch Mechanismen zu deren Stabilisierung in den Blick zu nehmen sind“.
Mit ihrer Habilitation legte sie das lateinische Bienenbuch von Thomas von Cantimpré in einer kommentierten Edition mit deutscher Übersetzung sowie einer Analyse von Autor, Werk und Überlieferungsgeschichte vor. Die bisher einzige Edition stammte von Georg Colvenerius und wurde 1597 gedruckt. Lediglich Henri Platelle legte 1997 eine Auswahledition vor.

## Schriften (Auswahl)
Editionen
- Von Bienen lernen. Das Bonum universale de apibus des Thomas von Cantimpré als Gemeinschaftsentwurf. Analyse, Edition, Übersetzung, Kommentar (= Klöster als Innovationslabore. Bd. 7). 2 Bde. Schnell & Steiner, Regensburg 2020, ISBN 978-3-7954-3505-9.
- mit Christina Lutter:  Ich, Helene Kottannerin. Die Kammerfrau, die Ungarns Krone stahl. wbg Theiss in Wissenschaftliche Buchgesellschaft, Darmstadt 2023, ISBN 978-3-8062-4567-7.

Monographien
- Reichsversammlungen im Spätmittelalter. Politische Willensbildung in Polen, Ungarn und Deutschland (= Mittelalter-Forschungen. Bd. 37). Thorbecke, Ostfildern 2011, ISBN 3-7995-4292-2 (online).

Herausgeberschaften
- mit Julia Becker: Kreative Impulse und Innovationsleistungen religiöser Gemeinschaften im mittelalterlichen Europa (= Klöster als Innovationslabore. Bd. 9). Schnell & Steiner, Regensburg 2021, ISBN 978-3-7954-3627-8.
- mit Martin Bauch, Tomáš Gaudek, Václav Žůrek: Heilige, Helden, Wüteriche. Herrschaftsstile der Luxemburger (1308–1437) (= Forschungen zur Kaiser- und Papstgeschichte des Mittelalters. Bd. 41). Böhlau, Köln u. a. 2017, ISBN 978-3-412-50164-8.
- mit Mirko Breitenstein, Stefan Burkhardt, Jörg Sonntag: Identität und Gemeinschaft. Vier Zugänge zu Eigengeschichten und Selbstbildern institutioneller Ordnungen (= Vita regularis. Ordnungen und Deutungen religiosen Lebens im Mittelalter. Abhandlungen. Bd. 67). Lit, Münster u. a. 2015, ISBN 978-3-643-13242-0.
- Mirko Breitenstein, Stefan Burkhardt: Rules and Observance. Devising Forms of Communal Life (= Vita regularis. Ordnungen und Deutungen religiosen Lebens im Mittelalter. Bd. 60). Lit, Münster u. a. 2014, ISBN 978-3-643-90489-8.
- mit Mirko Breitenstein, Stefan Burkhardt, Jörg Sonntag: Identität und Gemeinschaft. Vier Zugänge zu Eigengeschichten und Selbstbildern institutioneller Ordnungen (= Vita regularis. Abhandlungen. Bd. 67). Lit, Berlin u. a. 2015, ISBN 978-3-643-13242-0.
- Europa im Geflecht der Welt. Mittelalterliche Migrationen in globalen Bezügen (= Europa im Mittelalter. Bd. 20). Akademie Verlag, Berlin 2012, ISBN 3-05-005983-4.
- mit Michael Borgolte, Marcel Müllerburg, Bernd Schneidmüller: Integration und Desintegration der Kulturen im europäischen Mittelalter (= Europa im Mittelalter. Bd. 18). Akademie Verlag, Berlin 2011, ISBN 978-3-05-004973-1.